# Mathias Møller Nielsen
Mathias Møller Nielsen (* 19. März 1994) ist ein ehemaliger dänischer Radrennfahrer, der auf Straße und Bahn aktiv war.

## Sportliche Laufbahn
Mathias Møller Nielsen wurde dreimal – 2010, 2011 und 2012 – dänischer Vizemeister der Junioren in der Mannschaftsverfolgung. Im selben Jahr belegte er in der Gesamtwertung der Tour de Himmelfart, einem Rennen für Junioren, Platz acht. 2011 trat er mit  Alexander Hjortnæs im Zweier-Mannschaftsfahren an und wurde Dritter. Bei der dänischen Meisterschaft im Einzelzeitfahren auf der Straße wurde er Neunter.
2012 startete Møller Nielsen bei den Olympischen Spielen in London in der Mannschaftsverfolgung, fuhr allerdings nur das Rennen seines Teams um Platz fünf, das der dänische Vierer (Michael Mørkøv, Rasmus Christian Quaade, Casper von Folsach)  für sich entscheiden konnte. Im selben Jahr errang er den Titel eines Europameister der Junioren in der Mannschaftsverfolgung, gemeinsam mit Elias Helleskov Busk, Mathias Krigbaum und Jonas Poulsen, und gewann gemeinsam mit von Folsach, Hansen und Quaade die Mannschaftsverfolgung beim Bahnrad-Weltcup 2012/13 in Glasgow.
Bei den UCI-Bahn-Weltmeisterschaften 2013 in Minsk belegte Møller den dritten Platz in der Mannschaftsverfolgung, gemeinsam mit Casper Folsach, Rasmus Christian Quaade und Lasse Norman Hansen. Ende 2014 beendete er seine Radsportlaufbahn, nachdem bei ihm eine Krebserkrankung festgestellt worden war. Diese konnte zwar erfolgreich behandelt werden, aber er kehrte nicht in den Leistungssport zurück.

## Erfolge

### Bahn
2012
- Junioren-Europameister – Mannschaftsverfolgung (mit Elias Busk, Mathias Krigbaum und Jonas Poulsen)
- Weltcup in Glasgow – Mannschaftsverfolgung (mit Casper von Folsach, Lasse Norman Hansen und Rasmus Christian Quaade)

2013
- Weltmeisterschaft – Mannschaftsverfolgung mit Casper von Folsach, Lasse Norman Hansen und Rasmus Christian Quaade

### Straße
2013
- Gesamtwertung Tour de Berlin
- eine Etappe Tour de Slovaquie (EZF)

## Teams
- 2013 Blue Water Cycling
- 2014 Team TreFor-Blue Water